# St. Leonhard (Rengershausen)

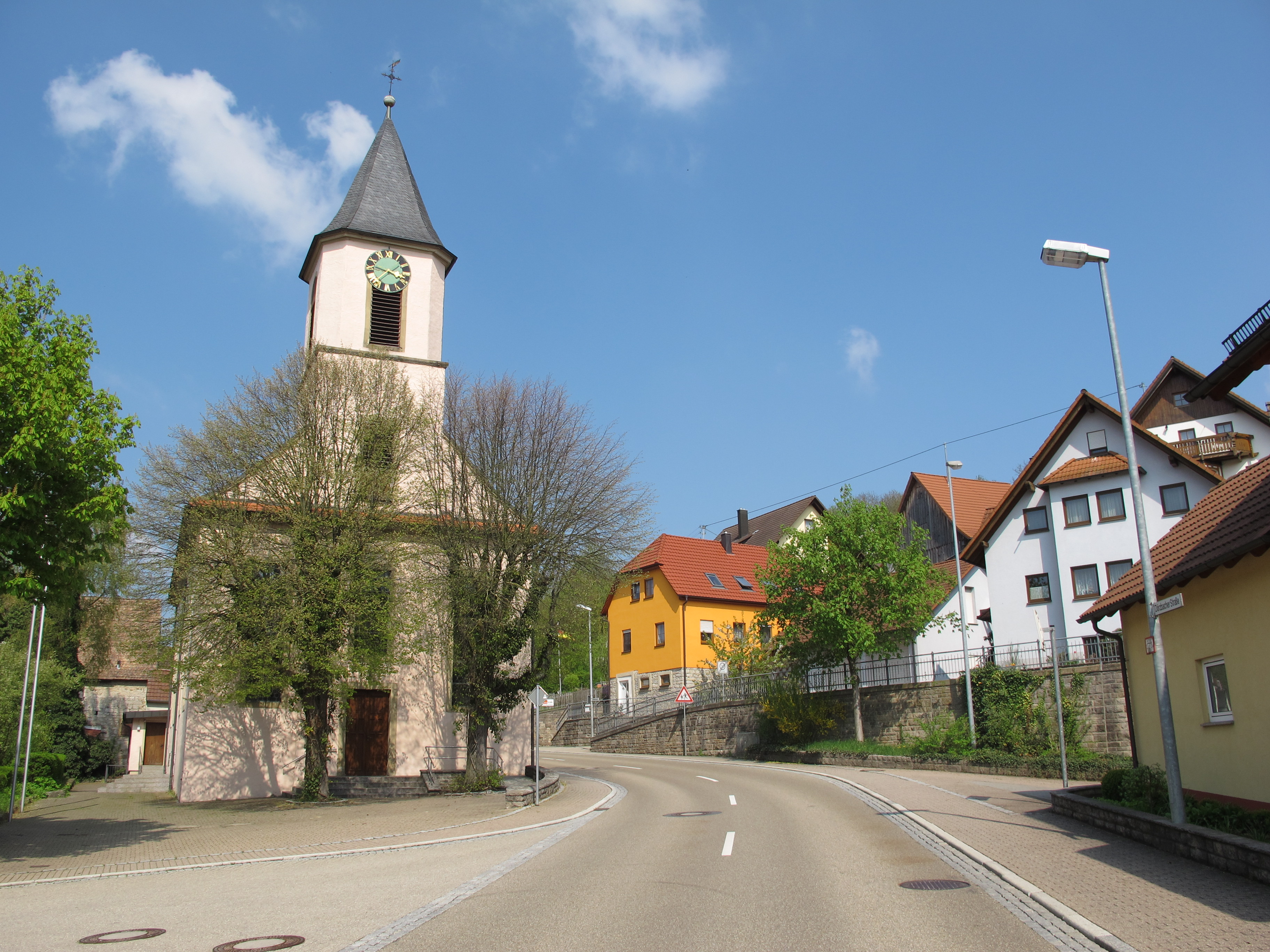
St. Leonhard in Rengershausen

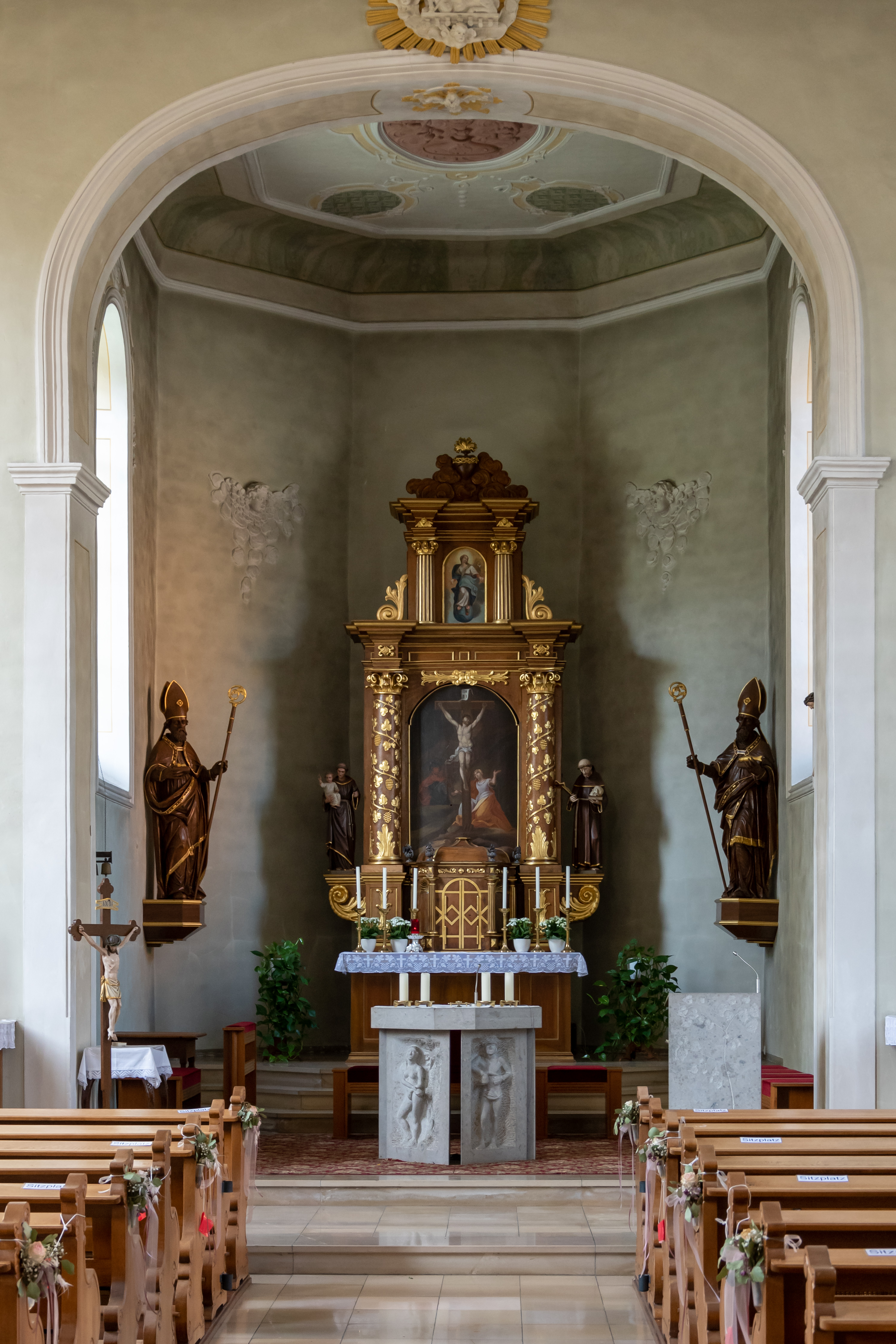
Blick auf den Altar

Die römisch-katholische Pfarrkirche St. Leonhard in Rengershausen, einem Stadtteil von Bad Mergentheim im Main-Tauber-Kreis, wurde im Jahre 1792 errichtet und ist dem heiligen Leonhard geweiht. Es handelt sich um einen barocken Saalbau mit Eingangsturm. Die Kirche gehört zur Seelsorgeeinheit 1b – Heilig Kreuz, die dem Dekanat Mergentheim der Diözese Rottenburg-Stuttgart zugeordnet ist. Das Bauwerk ist ein Kulturdenkmal der Stadt Bad Mergentheim. Der Altar stammt aus der Kirche St. Laurentius in Allmendingen (Kleinallmendingen) und wurde in den 1960er Jahren nach Rengershausen verkauft. Die originalen Assistenzfiguren des Altares befinden sich heute an den Wänden des Chorraumes der Kirche St. Leonhard.